# カムフラージュ/Winter Lovers
「カムフラージュ / Winter Lovers」（カムフラージュ ウィンター・ラヴァーズ）は、竹内まりやの27枚目のシングル。1998年11月18日にMOON RECORDSより発売された。

## 解説
前作から2年ぶりとなったシングル。両面ジャケットになっており、両A面を強調したデザインになっている。「Winter Lovers」側にはBugs Bunnyが映っている。
「カムフラージュ」はフジテレビ系木曜劇場『眠れる森』主題歌、「Winter Lovers」は明治製菓「Meltykiss」CMソングのタイアップが、それぞれ付いた。「Winter Lovers」のCMでは前年「MajiでKoiする5秒前/とまどい」を（両曲とも）提供された広末涼子が出演した。

## ミュージックビデオ
両曲とも初めて本格的にPVが制作され、「カムフラージュ」は竹内が森の中を歩いたり、外国人の親子の家庭の様子が、「Winter Lovers」はスタジオで唄う様子などが映し出されていた。

## チャート成績
デビュー以来19年11か月の歳月を経て、初めて週間シングルチャートにて初登場1位を記録した（1週。それまでは「シングル・アゲイン」の2位が最高）。次のシングルチャート1位の達成はそれからさらに21年1か月後（2020年1月13日付の1週。「いのちの歌（スペシャル・エディション）」）となった。これはシングル首位獲得インターバル最長記録ともなっている。
ドラマ『眠れる森』が高視聴率であったこともあり、累計で46.3万枚を売り上げる大ヒットを記録した。「純愛ラプソディ」、「シングル・アゲイン」に次ぐ売上を記録した。

## 収録曲
| 全作詞・作曲: 竹内まりや、全編曲: 山下達郎。 |                                                            |            |            |      |
| #                                            | タイトル                                                   | 作詞       | 作曲・編曲 | 時間 |
| 1.                                           | 「カムフラージュ」(フジテレビ系木曜劇場『眠れる森』主題歌) | 竹内まりや | 竹内まりや | 5:26 |
| 2.                                           | 「Winter Lovers」(明治製菓「Meltykiss」CMソング)           | 竹内まりや | 竹内まりや | 5:04 |
| 3.                                           | 「カムフラージュ（オリジナル・カラオケ）」                 | 竹内まりや | 竹内まりや | 5:26 |
| 4.                                           | 「Winter Lovers（オリジナル・カラオケ）」                  | 竹内まりや | 竹内まりや | 5:04 |
| 合計時間:                                    | 合計時間:                                                  | 21:00      |            |      |

## レコーディング・メンバー

### カムフラージュ
- 山下達郎 : Compter & Synthesizer Programming, Electric Guitar, Acoustic Guitar, Electric Sitar, Keyboards, Percussion & Background Vocals
- 難波弘之 : Acoustic Piano
- 橋本茂昭 : Compter & Synthesizer Programming

### Winter Lovers
- 山下達郎 : Compter & Synthesizer Programming, Drums, Electric Guitar, Acoustic Guitar, Keyboards, Percussion & Background Vocals
- 伊藤広規 : Electric Bass
- 難波弘之 : Acoustic Piano
- 橋本茂昭 : Compter & Synthesizer Programming

## 収録アルバム
1. 『Bon Appetit!』（1. 2.）
2. 『Expressions』（1.）

## 受賞歴
1998年
- 第19回ザテレビジョンドラマアカデミー賞 主題歌賞（「カムフラージュ」､フジテレビ系ドラマ『眠れる森 A Sleeping Forest』主題歌）[6]

## カバー
カムフラージュ
- 何嘉莉（1999年、広東語版「沉睡的戀人」、アルバム『擁有』に収録）
- ボビー・コールドウェル（2002年7月10日、コンピレーション・アルバム『Sincerely...〜Mariya Takeuchi Songbook〜』）
- 樹里からん（2011年、アルバム『TORCH』に収録）
- Uru（2020年、アルバム『オリオンブルー (初回限定盤B) 』に収録）

Winter lovers
- シンディ・ローパー（2003年4月16日、コンピレーション・アルバム『Sincerely...II〜Mariya Takeuchi Songbook〜』）